# 四家啓助
四家 啓助（しけ けいすけ、1935年〈昭和10年〉2月12日 - 2023年〈令和5年〉3月2日）は、日本の実業家、政治家。元いわき市長（2期）。

## 経歴
福島県石城郡平町に生まれる。福島県立小名浜水産高等学校（現・福島県立いわき海星高等学校）を卒業後は家業の石油製品販売業に従事し、独立して有限会社 四家啓助商店を立ち上げる。
いわき市議会議員（5期）、福島県議会議員（4期）を経て、1997年（平成9年）からいわき市長となる。いわき駅前再開発、いわき平競輪場リニューアル、文化交流施設等の工事に着手するが、3選を目指した2005年（平成17年）の市長選で、櫛田一男に敗れる。2006年、旭日中綬章受章。
2011年（平成23年）3月11日の東日本大震災で四家啓助商店（ENEOS 豊間SS）は津波の被害を受け壊滅した。
2023年（令和5年）3月2日、誤嚥性肺炎のため、いわき市内の病院で死去。88歳没。死没日付をもって正五位に叙された。